# Luis Calvo
Luis Calvo é uma província da Bolívia localizada no departamento de Chuquisaca, sua capital é a cidade de Villa Vaca Guzman.